# Bapur, Raichur
Bapur là một làng thuộc tehsil Raichur, huyện Raichur, bang Karnataka, Ấn Độ.